# 穆威

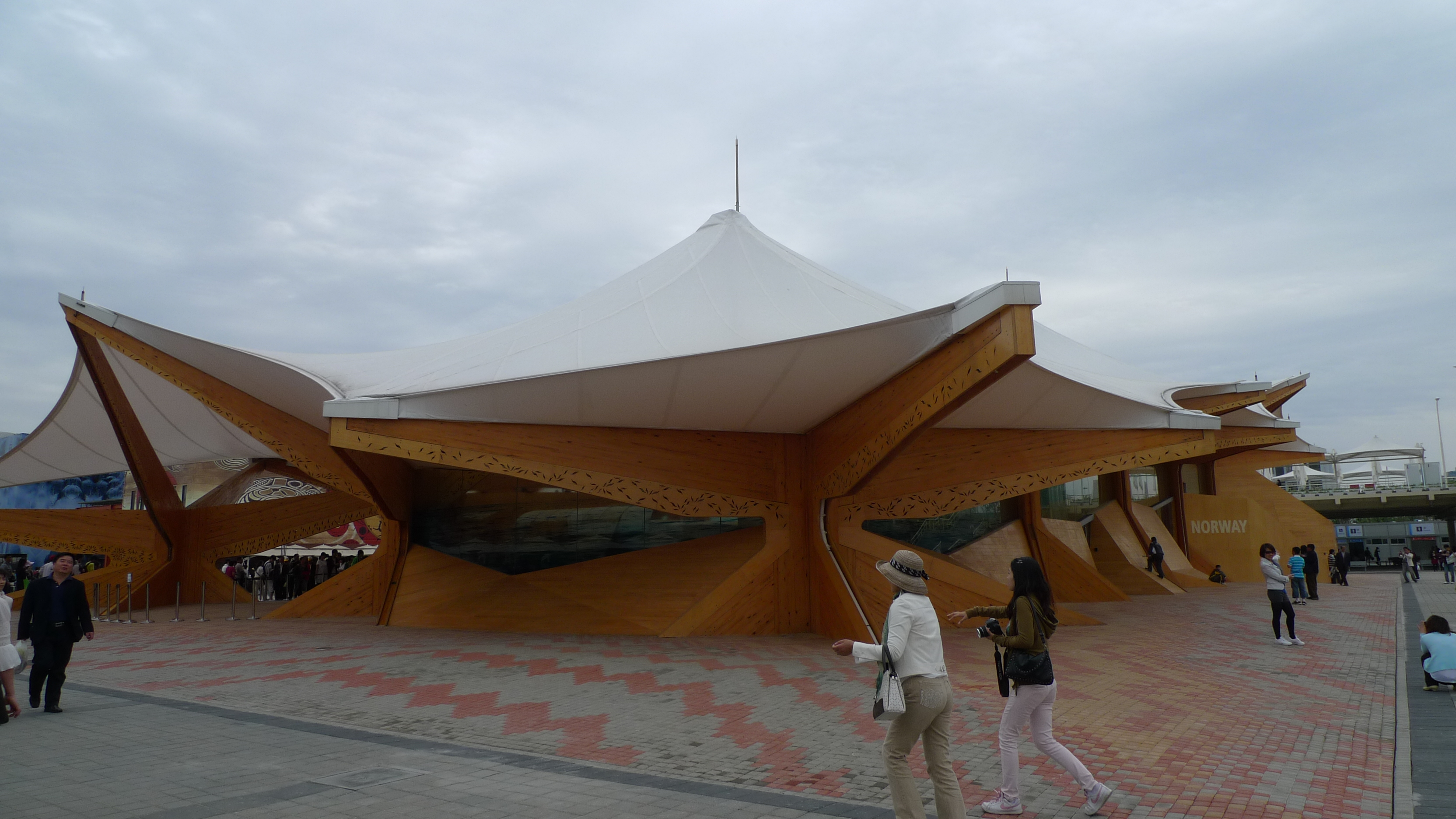
2010年上海世博会挪威馆

穆威(1982年—)，挪威注册建筑师协会会员/ Ark. MNAL，华中科技大学建筑与城市规划学院教师，华中科技大学先进建筑实验室（AaL）主持人，中国DADA数字建筑设计专业委员会委员、联合发起人，深圳城市设计促进中心专家库成员，全球“70亿规划师联盟”联合发起人，“世界儿童运动WOCC”联合发起人。

## 生平
1982年生，挪威注册建筑师协会会员，先后在西班牙和挪威从事建筑教育和实践，2010年回国任教于华中科技大学建筑与城市规划学院，创立先进建筑实验室（AaL），并同时为法国、英国、挪威、西班牙等国家多所大学客座教授。
- 2001-2006 华中科技大学建筑学学士学位
- 2006-2008 西班牙PM建筑事务所 建筑师
- 2008-2010 挪威HHA建筑事务所  项目建筑师/亚太区合伙人
- 2010-今 华中科技大学建筑与城市规划学院教师（海外人才引进计划）
- 2010-2017 华中科技大学先进建筑实验室（AaL）主持人

## 代表作品
- 2017 小岛邻居/ Island Neighbor
- 2017 南宁民歌小镇/ Nanning Folk song Town
- 2016 南院/ The South Yard[2]
- 2016 极市/ Minimal City
- 2014 丝房/ Silk House[3]
- 2013 天空之城/ City in Sky[4]
- 2012 石榴居/ N4+[5]
- 2010 中国2010年上海世界博览会挪威馆/ Norway Pavilion[6]

## 获奖记录
- 2013 国际绿色建筑设计银奖
- 2013 欧洲设计年TOP50设计
- 2013 入围北京国际设计周“D21青年建筑师奖”
- 2014 WA中国建筑奖“社会公平奖”佳作奖[7]
- 2014 WA中国建筑奖“实验建筑奖”入围奖[7]
- 2016 入围<Domus>杂志“全球Top15建筑”

## 主要参展
- 2013 首届上海设计展
- 2013 DADA北京国际数字建筑展-数字渗透
- 2014 德国纽伦堡“建筑之外”展览
- 2014 西班牙塞维利亚“中国宫”建筑展
- 2015 10×100—UED十年百名建筑师展，北京
- 2015 北京设计周“筑梦竹迹”10人展
- 2015 法国全球气候大会COP21ART展
- 2016 法国Chamarande国家古堡画廊自然建筑展
- 2016 上海喜马拉雅美术馆“山水社会-测绘未来”
- 2017 智利建筑双年展